# ПТС-3
ПТС-3 — плавающий транспортер средний. Предназначен для транспортировки десанта, десантной переправы через водные преграды артиллерийских систем, колесных и гусеничных тягачей, бронетранспортёров, автомобилей, личного состава и различных грузов.

## История создания и производства
Разработан в Луганском тепловозостроительном заводе под руководством главного конструктора Л.И. Позднякова в 1988 году на основе узлов танка Т-64.

## Описание конструкции
В ПТС-3, по сравнению с ПТС-2, грузоподъемность на воде была увеличена с 12 до 16 т, скорость движения с полной нагрузкой на воде — с 12 км/ч до 15 км/ч и площадь грузовой платформы — до 24 м² (8285 х 2890 мм). Масса транспортёра увеличилась до 25,8 т.

### Защищённость
ПТС-3 оборудован бронированной кабиной с фильтровентиляционной установкой а также устройством для самоокапывания.

## Варианты и модификации
- МОП "Держатель" - машина обеспечения переправ, разработанная на базе ПТС-3 в 1992 году. Оснащена экскаватором, гидромонитором, бульдозерным оборудованием, лебедкой и мотобурами, устройством для пуска дымовых гранат. Разработкой МОП занимались в 1980-х годах на Луганском тепловозостроительном заводе; наладить ее серийное производство помешал распад Советского Союза. Серийно не производилась, существует в единственном экземпляре.[2]

## Страны-эксплуатанты
- СССР
- Россия[3]